# Ammotrechinae
Sous-famille
Les Ammotrechinae sont une sous-famille de solifuges de la famille des Ammotrechidae.

## Distribution
Les espèces de cette sous-famille se rencontrent en Amérique du Sud, en Amérique centrale, dans le Sud de l'Amérique du Nord, aux Antilles et au Cap-Vert.

## Liste des genres
Selon Solifuges of the World (version 1.0) :
- Ammotrecha Banks, 1900
- Ammotrechella Roewer, 1934
- Ammotrechesta Roewer, 1934
- Ammotrechinus Roewer, 1934
- Ammotrechula Roewer, 1934
- Antillotrecha Armas, 1994
- Campostrecha Mello Leitao, 1937
- Dasycleobis Mello Leitao, 1940
- Neocleobis Roewer, 1934
- Pseudocleobis Pocock, 1900

## Publication originale
- Roewer, 1934 : Solifuga, Palpigrada. Dr. H.G. Bronn's Klassen und Ordnungen des Thier-Reichs, wissenschaftlich dargestellt in Wort und Bild. Akademische Verlagsgesellschaft M. B. H., Leipzig. Fünfter Band: Arthropoda; IV. Abeitlung: Arachnoidea und kleinere ihnen nahegestellte Arthropodengruppen, vol. 4, p. 1-723 (texte intégral).